# Michael Hering
Michael Hering (* 1964) ist ein deutscher Kunsthistoriker.
Michael Hering studierte in Osnabrück, Hamburg, Paris und Jena Kunstgeschichte und Germanistik. 2003 wurde er an der Universität Jena mit einer Arbeit über das druckgraphische Œuvre von Wols promoviert. Anschließend war er unter anderem Mitarbeiter am Lehmbruck-Museum in Duisburg und am Sprengel Museums in Hannover. Ab 2010 war er Konservator für Zeichnung, Graphik und Photographie am Kupferstichkabinett der Staatlichen Kunstsammlungen Dresden, ab 2014 dort stellvertretender Direktor. Seit dem 1. Januar 2016 ist er Direktor der Staatlichen Graphischen Sammlung München.

## Veröffentlichungen (Auswahl)
- Wols' druckgraphisches Oeuvre. Das kritische Werkverzeichnis. Dissertation Universität Jena 2003.
- Gert & Uwe Tobias – Dresdener Paraphrasen, Hatje Cantz, Ostfildern 2012, ISBN 978-3-7757-3454-7.
- (Hrsg.): Eine Klasse für sich. Aktionsraum Fotografie. Sandstein Verlag, Dresden 2014, ISBN 978-3-95498-069-7.
- (Hrsg.): Disegno. The Art of Drawing for the XXI Century. Staatliche Kunstsammlung Dresden, Kerber Verlag, Bielefeld/Berlin 2015, ISBN 978-3-7356-0181-0.
- mit Katja Blomberg (Hrsg.): Vermisst – Der Turm der blauen Pferde von Franz Marc. Verlag der Buchhandlung Walther König, Köln, 2017, ISBN 978-3-96098-095-7.